# Willacy megye
Willacy megye az Amerikai Egyesült Államokban, azon belül Texas államban található. Megyeszékhelye és legnagyobb városa Raymondville. Lakosainak száma 20 164 fő (2020. április 1.). Willacy megye Kenedy, Hidalgo és Cameron megyékkel határos.

## Népesség
A megye népességének változása:
| Lakosok száma | 22 203 | 22 115 | 22 094 | 21 921 | 21 903 | 20 164 |
|               | 2010   | 2011   | 2012   | 2013   | 2015   | 2020   |